# 피르스트
피르스트(First)는 스위스 베른 고원의 슈바르츠호른 경사면에 있는 작은 정상이다. 그린델발트의 케이블카 정류장과 바흐알프제가 가까이 있는 인기 있는 하이킹 지역으로 알려져 있다. 피르스트는 또한 쉬니게 플라테 - 파울호른 - 피르스트로 이어지는 고전적인 하이킹의 목적지이기도 하다.

## 개요
피르스트는 그린델발트 북쪽에 위치해 곤돌라로 올라갈 수 있다. 그린델발트에서 올라가는 곤돌라는 6인승이며, 약 25분이 소요된다. 도중 보어트와 슈렉펠트의 2곳의 중간역을 경유한다. 곤돌라는 여름시즌(4월에서 10월)에만 운영 된다.
피르스트에서는 아이거를 비롯해 슈렉호른이나 베터호른 등 베른 알프스의 전망이 펼쳐진다. 여름에는 하이킹, 겨울에는 스키와 스노보드의 발착 지점이 되고 있다. 특히 피르스트에서 바흐알프제(바흐 호수)를 왕복하는 하이킹 코스가 인기 있으며, 여름 시즌에는 대규모 하이커로 붐빈다.
피르스트 주변 지역에서는 하이킹 외에도 여름에는 산악 자전거와 패러글라이딩, 겨울에는 겨울 하이킹과 솔리도 활발하게 진행되고 있다. 피르스트 곤돌라역 인근에는 산악 호텔 레스토랑이 1곳 있어 식사와 숙박이 가능하다. 피르스트에서 하단 역, 슈렉펠트까지 ‘피르스트 플라이어’(First Flyer)로 불리는 어트랙션 장치를 이용해 단번에 미끄러져 내려갈 수도 있다. 또한 2017년 8월부터 ‘피르스트 플라이어’에 같이 내려가는 형태로 '피르스트 이글 글라이더'가 새로운 어트랙션으로 등장했다. 4인승 특제 글라이더로 새가 된 듯한 기분으로 알프스의 경관을 즐길 수 있다.

## 볼거리

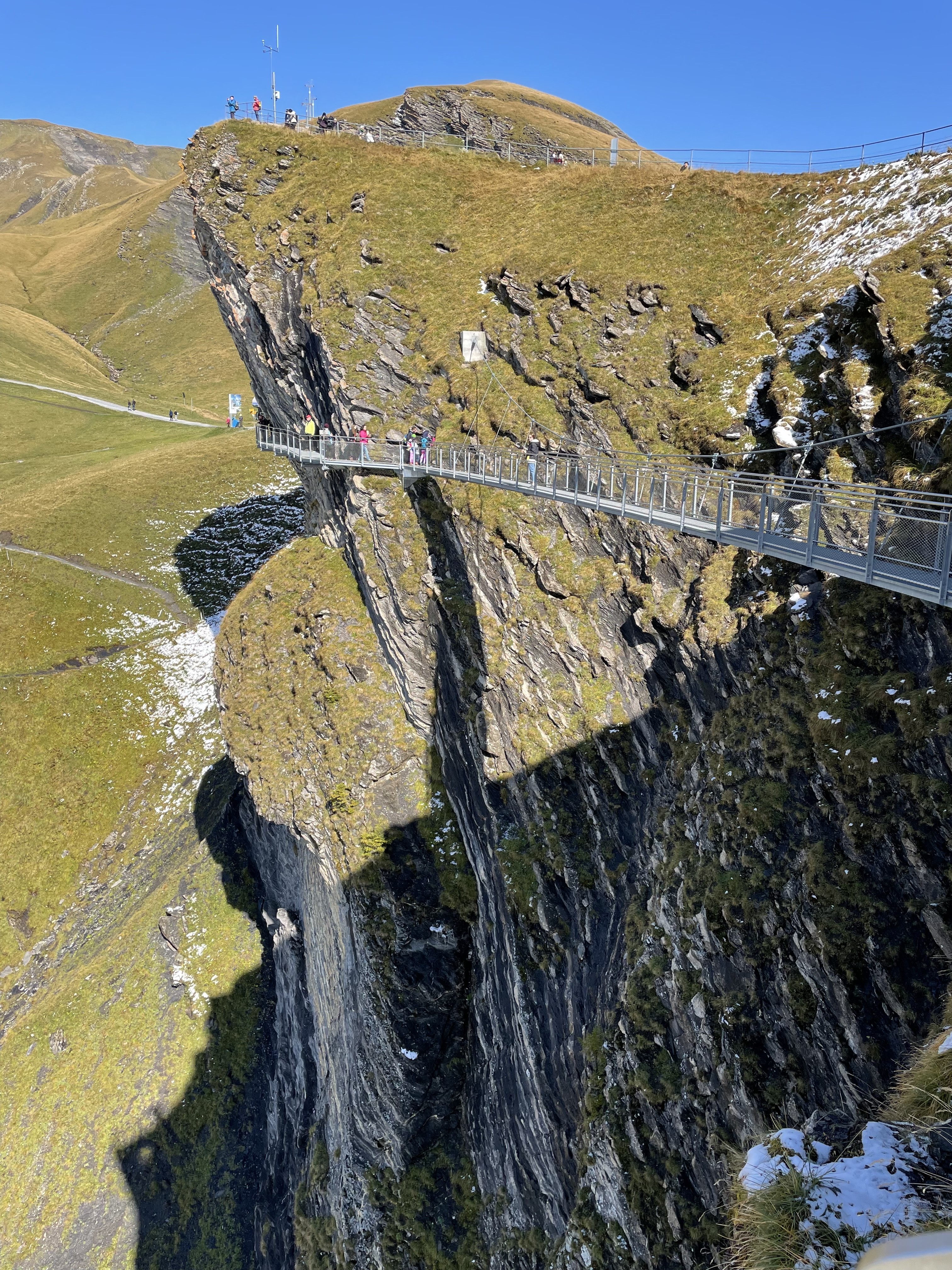
피르스트 클리프 워크

피르스트 주변에서 할 수 있는 액티비티로는 다음과 같은 것들이 있다.
- 피르스트 플라이어(First Flyer)
- 피르스트 클리프 워크(First Cliff Walk)
- 바흐알프(Bachalp) 호수 하이킹 트레일
- 파울호른(Faulhorn)과 더 멀리 쉬니게 플라테(Schynige Platte)까지 이어진 마운틴 하이킹 트레일
- 그로세 샤이덱(Grosse Scheidegg)까지 고원 하이킹 트레일 (여름엔 포스트버스 운행)

피르스트는 패러글라이더와 델타 글라이더의 출발점일 뿐만 아니라 수많은 산악 자전거 여행의 출발점이기도 하다. 피르스트역은 또한 눈이 좋은 상태에서 그린델발트로 바로 연결되는 인상적인 구불구불한 터보건 주행을 제공한다.